# Simois Colles
Simois Colles és un grup de turons del quadrangle Phaethontis de Mart, situat amb les coordenades planetocèntriques a -36.94 ° latitud N i 184.38 ° longitud E. Té 86.94 km de diàmetre i va rebre el nom d'un tret albedo. El nom va ser aprovat per la UAI el tres de desembre de 2013. El terme "Colles" és utilitzat per turons petits o knobs.